# 2008年北京パラリンピックのマカオ選手団
2008年北京パラリンピックマカオ選手団（2008ねんペキンパラリンピックのマカオせんしゅだん）は、2008年9月6日から9月17日までの日程で開催された2008年北京パラリンピックにおけるマカオ代表選手団及び競技結果。

## 種目別選手

### 陸上競技
- 鄺小英

### 競泳
- 歐類斯